# تالاب میانگران
تالاب میانگران در جنوب غربی کوهپایه زاگرس و در فاصله یک و نیم کیلومتری شهرستان ایذه در شمال شرقی استان خوزستان واقع شده است. این تالاب که از تالاب‌های مطرح ایران می‌باشد، به‌طور میانگین ۲۵۰۰ هکتار وسعت دارد که در فصول پرآب سال خصوصاً زمستان وسعت آن به بیش از ۳۰۰۰ هکتار و در سال‌های کم باران وسعت آن به کمتر از ۲۵۰۰ هکتار نیز می‌رسد.
د.
در پیرامون تالاب روستاه‌هایی موجود است که از جمله آن‌ها می‌توان پرچستان گوروئی، پرچستان اورک و شالو، فارم، میانگران علیا، خنگ کرمعلیوند، خنگ یارعلیوند، میانگران سفلی، خنگ اژدر، راسفند، و کول فرح، و … را نام برد.
منبع درآمد مردم حاشیه تالاب میانگران در گذشته از طریق دامداری و کشاورزی به خصوص کشت گندم، جو، ماش و برنج است.
. پرباران‌ترین ماه سال در این تالاب، دی ماه و کم باران‌ترین آن از اواخر خرداد تا اواسط مهرماه، میانگین تبخیر ماهیانه ۱۷۳میلیمتر، حداقل رطوبت نسبی ۲۵درصد است. هوای منطقه معمولاً در فصل تابستان همراه با شرجی و در زمستان‌ها سرد است به گونه‌ای که در پاره‌ای از موارد ارتفاعات اطراف آن از برف پوشیده می‌شود.
- پربارش‌ترین تالاب استان خوزستان با میانگین بارش ۶۶۰میلیمتر در سال
- مرتفع‌ترین تالاب استان خوزستان با ارتفاع ۸۶۰متر از سطح دریا

## پناهگاه حیات وحش میانگران
پناهگاه حیات وحش میانگران یک پناهگاه حیات وحش با مساحت ۲۴۷۱ هکتار است که در استان خوزستان در ایران قرار دارد. این پناهگاه حیات وحش طبق مصوبهٔ شمارهٔ ۶۱۹ در تاریخ ۹۹/۱۱/۰۶ در فهرست مناطق تحت حفاظت سازمان محیط زیست ایران قرار گرفت.

## راه دسترسی
جاده آسفالته ایذه- پیون، جاده آسفالته ایذه- کول فرح و رراه عبوری میانگران علیا و سفلی و هونگ بامیروند ازمنتطقه نوروزی‌ها از جمله راه‌های دسترسی به تالاب میانگران است. این تالاب در منطقه نوروزی واقع شده است

## پوشش گیاهی
پوشش گیاهی تالاب عبارت از نی از تیره لوئی و تیره، polygonacea گیاهان مرتعی از خانواده گرامینه، بقولات خارشتر و گیاهان خانواده لگومینوز مانند انواع یونجه یک ساله و شنبلیلهاست.
نوعی گیاه محلی به نام شتی و پاوکده نیز وجود داردکه روستائیان از آن برای پوشش منازل خود استفاده می‌کنند.

## پوشش جانوری
از مهم‌ترین گونه‌های جانوری در تالاب میانگران می‌توان تنجه، آنقوت، اردک نوک‌پهن، سرسبز، خوتکا، فلامینگو، گاو چرانک، لک لک سفید، لک لک سیاه، باکلان و حواصیل خاکستری نام برد.
اردک مرمری، اردک سرسفید و غازپیشانی سفید کوچک نیز از جمله پرندگان کمیاب موجود در این تالاب هستند.
این تالاب همه ساله در فصل مهاجرت پرندگان پذیرای گونه‌های مختلفی از پرندگان مهاجر آبزی و کنار آبزی است.
قورباغه قورباغه کسکیدز و]]، Bufo virifdis مار آبی]] Natrix tesesellate و ماهی گامبوزیا نیز از جمله آبزیان این تالاب هستند.

## جاذبه‌های تاریخی میانگران
تالاب میانگران علاوه بر جاذبه‌های طبیعی و مهاجرت پرندگان ب و انواع آبزیان و به علت زیستگاه مرغان مهاجر جذبه زیادی برای گردشگران دارد این منطقه دارای آثار باستانی نیز می‌باشد که از جمله آنها، نقوش برجسته کول فرح در شرق شهرستان ایذه، قلعه گژدم واقع در هونگ بامیروند یا تنگ نوروزی روستای خنگ اژدر، نقش برجسته خنگ اژدر، واقع در هونگ بامیروند گوردخمه‌های باستانی در ابتدای هونگ بامیروند معروف به دره گوری نقش برجسته خنگ یارعلیوند و نقش برجسته کمالوند می‌باشد؛ و طبیعت بکر و درختان بلوط و کوهای سر به فلک کشیده این منطقه که بازدید کردن از موارد ذکر شده خالی از لطف نیست

## مشکلات تالاب
از جمله مشکلات تالاب می‌توان به نبود وجود مراکز اقامتی در مجاورت تالاب و همچنین کم شدن سطح آب تالاب در فصل گرم سال و ورود پسابهای کشاورزی درون تالاب است.
از دیگر مخاطراتی که حیات این تالاب را به خطر می‌اندازد خشک شدن پی در پی تالاب و افزودن آن به اراضی کشاورزی، ورود فاضلاب و پساب‌های اراضی کشاورزی و از همه مهم‌تر تصمیم به برداشت آب در طرحی به نام آبیاری اراضی اطراف تالاب میانگران است که مصرف بی‌رویه آب از این تالاب در سال ۱۳۷۶ منجر به خشک شدن طبیعت باستانی این تالاب و حمله میلیون‌ها قورباغه به شهر ایذه شد.